# Anpō
Anpō (安法; fl. X secolo) è stato un poeta e monaco buddista giapponese, fu poeta waka del medio periodo Heian.
Il suo nome di battesimo era Minamoto no Shitagō (源趁), da non confondere con il collega poeta Minamoto no Shitagō (源順) che visse nello stesso periodo ed è considerato uno dei trentasei immortali della poesia, Anpō era il suo nome Kaimyō. Aveva origini prestigiose, ma la sua famiglia cadde in disgrazia. Il suo nome è incluso nell'elenco antologico Chūko Sanjūrokkasen.

## Biografia
Minamoto no Shitagō era un membro del clan Saga Genji, discendenti dell'imperatore Saga del clan Minamoto (il clan Minamoto era conosciuto anche come clan Genji). Le sue date di nascita e morte sono sconosciute. Era nipote del dainagon Minamoto no Noboru (848–918). Suo padre era Minamoto no Hajime (源適) e sua madre era presumibilmente una figlia di Ōnakatomi no Yasunori.
Sebbene la sua casata discendesse dal prestigioso Ministro della Sinistra Minamoto no Tōru, al tempo di suo padre le fortune della famiglia avevano subito una flessione. Forse per questo motivo Shitagō abbandonò le ambizioni politiche e decise di diventare monaco buddista e adottando il nome Dharma Anpō.
Dopo essere entrato negli ordini buddisti, si stabilì nel Kawara-no-in, il palazzo che il suo antenato Tōru aveva costruito. Sebbene l'edificio fosse già in rovina, non c'era mai carenza di antiquari infatuati dell'era Kokin Wakashū che venivano a visitare la sua casa. Nel 989 fu nominato bettō del tempio Tennō-ji.

## Opera poetica
Molte delle sue poesie sono sul tema dell'impermanenza o sono lamenti della sua giovinezza perduta.
Dodici delle sue poesie furono incluse in antologie imperiali dallo Shūi Wakashū in poi. Lasciò una collezione privata, l'Anpō-hōshi Shū (安法法師集).
La maggior parte delle poesie incluse nella sua collezione privata erano apparentemente composte su argomenti prestabiliti per concorsi uta-awase , o venivano presentate ad altri come parte delle sue corrispondenze quotidiane. Ha lasciato pochissime poesie "ufficiali". Molte delle sue poesie sopravvissute riguardano temi come l'impermanenza delle cose o i lamenti della vecchiaia del poeta. Ebbe rapporti artistici con i poeti Minamoto no Shitagō, Kiyohara no Motosuke, Taira no Kanemori, e il monaco Egyō.
(Anpō-hōshi Shū)